# Bolemoreus hindwoodi
Bolemoreus hindwoodi là một loài chim trong họ Meliphagidae.